# Rausa Isłanowa
Rausa Isłanowa, ros. Рауса Исланова (ur. 8 lutego 1948 w Moskwie) – radziecka tenisistka, w 1968 roku piąta rakieta ZSRR.
Finalistka mistrzostw Rosji, które przegrała ze swoją główną krajową rywalką – Olgą Morozową.
Po zakończeniu kariery sportowej pracowała jako trenerka. Jej wychowankami były m.in. Anastasija Myskina i Jelena Diemientjewa. Oficjalna trenerka Marata Safina w latach 1986–1993.
Matka tenisistów, Dinary i Marata Safinów. Jej mężem jest Michaił (Misza) Safin.